# Bodegravenzaak
De Bodegravenzaak is een rechtszaak in 2022 tegen drie personen die verhalen verspreidden over een mogelijk pedofielennetwerk en rituele kindermoorden in de gemeente Bodegraven. Als gevolg hiervan kwamen grote aantallen mensen naar begraafplaatsen in de gemeente om bloemen op graven van jong gestorvenen te leggen. Naast verhalen bedreigde het drietal het RIVM, Jaap van Dissel, Mark Rutte, Hugo de Jonge, Marcel Gelauff (hoofdredacteur NOS) en Bart Mos (journalist bij de Telegraaf). Naast bedreigingen riep Micha K. op om rechtbanken te bestormen en plaatste het bommeldingen bij overheidsinstanties.

## Verdachten
- Micha K. (opgepakt in Ierland)
- Joost K. (opgepakt in Spanje)
- Wouter R. (opgepakt in Nederland)

## Achtergrond
Al verscheidene jaren verspreidde Micha K. verschillende verhalen over bekende Nederlanders in de politiek en journalistiek. Onder andere kindermisbruik, pedofilie en andere verhalen die niet op feiten waren gebaseerd.
In 2020 begon het drietal verhalen te delen waarin ze vertelden over herinneringen van kindermoorden in de jaren 80, in Bodegraven. De kinderen zouden zijn gestorven door toedoen van prominente Nederlanders die dit op satanistische wijze deden.
In de winter van 2020 kwamen hordes mensen, die de verhalen van het drietal geloofden naar begraafplaatsen in de gemeente Bodegraven, waar zij bloemen op graven van jong gestorvenen legden over een komend met het tijdsbestek dat het drietal had genoemd. De gemeente Bodegraven vorderde uit reactie op de drukte rond begraafplaatsen een noodsituatie uit. Daarbij werd beveiliging voor de begraafplaats gestationeerd.

## Gevolgen
Als gevolg van oproepen tot gewelddadige activiteiten, ondernamen Tjeerd P. (31 jaar) en Jamie W. (33 jaar) een poging om Willem Groeneveld te vermoorden. Op de nacht van woensdag 18 augustus en donderdag 19 augustus probeerden beide mannen een molotovcocktail door het raam van zijn woning te gooien. Beide mannen waren volgens het Openbaar Ministerie bij hun aanslag geïnspireerd door uitspraken van Micha K., Joost K. en Wouter R.
Na de verhalen van Micha K. is een documentaire gemaakt door Hans de M. die in groep met wie de drie mannen samenkwamen onderdeel was. Toen hij de groep verliet veranderden de anderen de groepsnaam in: Red Pill Journal.

## Uitspraak
De rechtbank:
3.1.Veroordeelt gedaagden hoofdelijk tot betaling aan eisers van een bedrag van € 215,153,87, te vermeerderen met de wettelijke rente vanaf 1 maart 2021 tot aan de dag der algehele voldoening;
3.2. Veroordeelt gedaagden hoofdelijk in de proceskosten, aan de zijde van eiseres tot op heden begroot op € 8.516,42 en op € 163 aan nog te maken nakosten, te vermeerderen met € 85 in geval van betekening, te vermeerderen met de wettelijke rente over dat bedrag te rekenen vanaf 14 dagen na betekening van dit vonnis tot aan de dag der algehele voldoening van de proceskosten;
3.3. Verklaart dit vonnis tot zover uitvoerbaar bij voorraad;
3.4. Wijst het meer of anders gevorderde af.
Rechtbank Den Haag 4 mei 2022, C/09/625192, ECLI:NL:RBDHA:2022:4708 (concl. mr. P. Dondorp). Geraadpleegd op 2 september 2022.